# 维索茨克 (科韦利区)
51°6′8″N 23°53′23″E / 51.10222°N 23.88972°E
 维索茨克（烏克蘭語：Висоцьк），是烏克蘭西部沃倫州科韋利區维什尼夫市镇内的村落。面積1.16平方公里，海拔高度171米，2001年人口281，人口密度每平方公里242.24人。